# 首都春节联欢文艺晚会
首都春节联欢文艺晚会，亦称”双拥晚会”，是中共中央和中华人民共和国国务院每年在人民大会堂举办的春节联欢活动。习近平出任中共中央总书记后提倡“八项规定”，2013年起文艺晚会停办。

## 简介

### 拥军优属、拥政爱民联欢晚会
1960年1月26日晚，中国人民解放军驻京机关、部队在人民大会堂举行春节拥政爱民联欢晚会，欢庆中华人民共和国在1959年提前完成第二个五年计划和1960年代第一个新春，感谢中央国家机关、中共北京市委、北京市人民委员会和首都人民对部队的关怀和爱护。中央国家机关各部门、各民主党派、各人民团体和北京市各部门的领导干部及革命烈士家属、革命军人家属、荣誉军人、复员转业军人的代表等一万七千多人应邀参加。
1962年2月5日（春节）晚，拥政爱民联欢晚会在人民大会堂举行。中共中央主席、中央军委主席毛泽东，中共中央副主席、国家主席刘少奇和周恩来、朱德、董必武、陈云、林彪、邓小平等党和国家领导人同首都四万多军民参加。拥政爱民联欢晚会由中国人民解放军总政治部举办。
1963年1月25日（春节）晚，春节拥政爱民联欢晚会在人民大会堂举行。中华人民共和国主席刘少奇、国家副主席董必武、中共中央总书记邓小平同首都四万多军民参加。春节拥政爱民联欢晚会由中国人民解放军总政治部举办。
1964年2月12日（除夕）晚，拥军优属联欢晚会在人民大会堂举行。中共中央主席、中央军委主席毛泽东，中共中央副主席、国家主席刘少奇，中共中央总书记、国务院副总理邓小平以及其他党和国家领导人，同首都三万多军民参加。正在北京的越南劳动党中央委员会第一书记黎笋，越南劳动党其他领导人黎德寿、黄文欢、素友也参加了联欢晚会。拥军优属联欢晚会由中共北京市委和北京市人民委员会举办。1964年2月14日晚，拥政爱民联欢晚会在人民大会堂举行。刘少奇、邓小平等党和国家领导人同首都三万多军民参加。拥政爱民联欢晚会由中国人民解放军总政治部举办。
自1964年之后，直到1979年之前，这种规格的春节联欢晚会中断举办。

### 春节联欢晚会的开始
1979年1月27日（除夕）晚，首都党政军民春节联欢晚会在人民大会堂举行。中共中央、全国人大常委会、国务院、中央军委的领导人华国锋、叶剑英、李先念、王震、韦国清、乌兰夫、方毅、邓颖超、纪登奎、苏振华、吴德、余秋里、张廷发、陈锡联、胡耀邦、耿飚、聂荣臻、倪志福、陈慕华、赛福鼎、谭震林、李井泉、廖承志、姬鹏飞、阿沛·阿旺晋美、许德珩、王任重、康世恩，全国政协副主席宋任穷、沈雁冰、史良、朱蕴山、康克清、季方、杨静仁、张冲、胡子昂、荣毅仁，最高人民法院院长江华，最高人民检察院检察长黄火青参加。参加联欢晚会的还有文革中遭受迫害多年的彭真、陆定一、薄一波、王光美等老干部，首都工业、农业、科技等各条战线的英雄模范人物张秉贵、陈辉亭等，首都文艺界人士彦涵、黄镇、范曾、胡絜青、许麟庐、邵宇、臧克家、艾青、赵朴初、贺敬之、阮章竞、邹荻帆、李可染、叶浅予、张仃等，以及在北京的归国华侨，台湾、港澳同胞，外国专家及其家属。联欢晚会是由中共中央宣传部、中华人民共和国文化部、中国人民解放军总政治部、北京市革命委员会、中国文联联合举办。这是时隔15年之后，首次举办这样的联欢晚会。1月28日晚，中国人民解放军总政治部、北京市革命委员会、中华人民共和国文化部联合举办拥政爱民、拥军优属联欢晚会。此后，春节联欢晚会与拥政爱民、拥军优属联欢晚会分开举办，党和国家领导人主要参加春节联欢晚会。
1980年2月14日，首都各族群众一万八千多人在人民大会堂举行春节联欢会，党和国家领导人李先念、乌兰夫、余秋里、赛福鼎、谭震林、阿沛·阿旺晋美、许德珩、胡厥文、朱蕴山、史良，政协全国委员会副主席杨静仁、班禅额尔德尼·却吉坚赞以及最高人民法院院长江华，最高人民检察院检察长黄火青等参加。联欢会是由全国人民代表大会民族委员会、国家民委、北京市民委联合主办。1980年2月16日（春节）晚，拥军优属、拥政爱民联欢晚会在人民大会堂举行，首都三万军民参加。
1981年2月4日（除夕）晚，首都各界群众一万五千多人在人民大会堂举行春节联欢晚会，中共中央副主席李先念、国务院总理赵紫阳等党和国家领导人参加。晚会是由中华人民共和国文化部和北京市人民政府联合举办。

### 春节团拜会与春节联欢晚会
1982年1月24日（除夕）上午，中共中央、国务院在人民大会堂举行春节团拜会。胡耀邦、赵紫阳、李先念、华国锋、彭真等党和国家领导人同首都各界人士五千多人参加。
1983年2月13日（春节）上午，春节团拜会在人民大会堂举行。党和国家领导人李先念、赵紫阳、韦国清、乌兰夫、方毅、李德生、杨得志、余秋里、宋任穷、张廷发、胡乔木、倪志福、姚依林、秦基伟、陈慕华、邓力群、谷牧、胡启立、乔石、薄一波、王鹤寿、彭冲、赛福鼎、阿沛·阿旺晋美、许德珩、肖劲光、史良、班禅额尔德尼·却吉坚赞、朱学范、姬鹏飞、黄华、张劲夫、黄火青、陆定一、康克清、胡子昂、荣毅仁、程子华、杨秀峰、包尔汉、周培源、钱昌照，以及北京市负责人段君毅、焦若愚等参加了团拜会，参加团拜会的还有在北京的中共中央委员、中央顾问委员会委员、中央纪律检查委员会委员、中央军委委员、全国人大常委会委员、国务委员、全国政协常委、中央党政军和人民团体各部门、各民主党派、少数民族、北京市的负责人、各条战线在京的代表人物和知名人士，退到二线或三线的部分老同志的代表，部分已故老同志和知名人士的亲属，台湾同胞和港澳同胞，帮助我国建设的外国专家等，共4500人。团拜会由中共中央办公厅、全国人大常委会办公厅、国务院办公厅、中央军委办公厅、全国政协办公厅联合举办。2月14日（大年初二）晚，春节联欢晚会在人民大会堂举行。
1984年2月2日（春节）上午，中共中央、全国人大常委会、国务院、中央军委、全国政协在人民大会堂举行春节团拜会。中共中央政治局常委、国家主席李先念在团拜会上发表春节祝词，中共中央政治局常委、国务院总理赵紫阳主持团拜会，中共中央政治局委员、全国政协主席邓颖超等出席，首都党、政、军、群各方面人士4000多人参加。2月2日晚，首都各界人士两万多人在人民大会堂举行春节联欢晚会，党和国家一些领导人同党政军各部门负责人、各条战线的先进模范人物、各界知名人士、老红军、老干部、少年儿童、台湾同胞、港澳同胞、海外侨胞参加，黄文欢也参加了春节联欢晚会。
1985年2月20日至22日晚，春节联欢晚会在人民大会堂举行。2月20日（春节），中央领导和黄文欢与首都各界人士两万五千多人参加。
1986年2月9日（春节）上午，首都各界四千五百多人在人民大会堂举行春节团拜会。中共中央政治局常委、国家主席李先念发表讲话。
1987年1月29日（春节）上午，首都各界人士四千五百人在人民大会堂举行春节团拜会。中共中央代总书记、国务院总理赵紫阳发表讲话。
1988年2月17日（春节）上午，首都各界人士四千多人在人民大会堂举行春节团拜会。党和国家领导人李先念、李鹏、邓颖超、胡启立、姚依林、乌兰夫等参加。李鹏代表中共中央和国务院讲话。
1989年2月6日（春节）上午，中共中央、国务院在人民大会堂举行春节团拜会。团拜会由全国人大常委会委员长万里主持。党和国家领导人，中央党政军群各部门负责人，各民主党派负责人、无党派爱国人士和少数民族代表，帮助中华人民共和国进行社会主义建设的外国专家以及首都各界代表，共计4000多人出席团拜会。国务院总理李鹏代表中共中央和国务院向全国军民拜年，李鹏还向中国南极考察队全体同志祝贺春节。

### 春节联欢晚会的调整
1990年1月27日（春节）凌晨，当零点钟声刚刚响过，中共中央总书记江泽民、国务院总理李鹏来到中央电视台春节联欢晚会现场，向全国人民拜年。1990年1月27日（春节）下午，首都春节联欢会在首都体育馆举行。中央部分领导和主办单位中国人民解放军总政治部、中华人民共和国文化部、北京市人民政府的有关负责人，冒雪同万余名首都各界群众出席联欢会。
1991年2月15日（春节）晚，春节联欢晚会在人民大会堂举行。党和国家领导人与首都各界人士一万多人参加。2月16日晚，中共中央组织部、中华人民共和国人事部在人民大会堂举行老干部迎春晚会。
1992年2月4日（春节）晚，首都春节军民联欢晚会在人民大会堂举行，首都军民两万多人参加。2月5日晚，中共中央组织部、中华人民共和国人事部在人民大会堂举行老干部春节联欢晚会。此后每年，中共中央、国务院都举办春节团拜会，而春节联欢晚会则另外举办。
1993年1月21日晚，首都春节军民联欢晚会在人民大会堂举行，党和国家领导人以及首都军民二万人参加。
1994年2月8日晚，首都春节军民联欢晚会在人民大会堂举行。江泽民、李鹏等领导同各族群众两万多人参加。
1995年1月28日晚，首都春节联欢晚会在人民大会堂举行。中央领导和首都各族各界群众两万多人参加。
1997年2月5日晚，首都春节联欢晚会在人民大会堂举行。中央领导同志与首都各界群众一万多人参加。2月4日晚，中共中央组织部、中华人民共和国人事部在人民大会堂为万余名老同志举行迎新春文艺晚会。
1998年1月26日晚，首都春节联欢晚会在人民大会堂举行。中共中央政治局常委、中央书记处书记尉健行，中共中央政治局常委、国务院副总理李岚清等中央领导和首都一万多人参加。1月25日晚，中共中央组织部、中华人民共和国人事部在人民大会堂为万名老干部举办专场文艺晚会。

### 首都春节联欢文艺晚会的定型
1999年2月14日晚，首都春节联欢文艺晚会在人民大会堂举行。中共中央政治局常委、国家副主席胡锦涛，中共中央政治局常委、中央书记处书记尉健行，中共中央政治局常委、国务院副总理李岚清等中央领导与首都万名观众参加。2月13日晚，中共中央组织部、中华人民共和国人事部在人民大会堂为万名老干部举办专场文艺晚会。
2000年2月3日晚，首都春节联欢文艺晚会在人民大会堂举行。中共中央政治局常委、国家副主席胡锦涛，中共中央政治局常委、中央书记处书记尉健行，中共中央政治局常委、国务院副总理李岚清等中央领导与首都万余名观众参加。2月2日晚，中共中央组织部、中华人民共和国人事部在人民大会堂为万名老干部举办专场文艺晚会。
2001年1月22日晚，首都春节联欢文艺晚会在人民大会堂举行。中共中央政治局常委、国家副主席胡锦涛，中共中央政治局常委、中央书记处书记尉健行，中共中央政治局常委、国务院副总理李岚清等中央领导与首都万余名观众参加。1月21日晚，中共中央组织部、中华人民共和国人事部在人民大会堂为首都万名老干部举办专场文艺晚会。
2002年2月8日、10日，首都春节联欢文艺晚会在人民大会堂举行。2月10日晚，中共中央政治局常委、国家副主席胡锦涛，中共中央政治局常委、中央书记处书记尉健行，中共中央政治局常委、国务院副总理李岚清等中央领导与首都万余名观众参加。
2003年1月28日、29日，首都春节联欢文艺晚会在人民大会堂举行。1月29日晚，中共中央政治局常委、国家副主席曾庆红，中共中央政治局常委李长春等中央领导与万余名首都各界群众参加。
2004年1月18日晚，首都春节联欢文艺晚会在人民大会堂举行。中共中央政治局常委、国家副主席曾庆红，中共中央政治局常委李长春等中央领导与万余名首都各界群众参加。
2005年2月2日至5日，首都春节联欢文艺晚会在人民大会堂举行。2005年2月5日晚，中共中央政治局常委李长春等中央领导与万余名首都各界群众参加。
2006年1月22日至25日，首都春节联欢文艺晚会在人民大会堂举行。1月25日晚，中共中央政治局常委李长春等中央领导与万余名首都各界群众参加。
2007年2月11日至14日，首都春节联欢文艺晚会在人民大会堂举行。2007年2月14日晚，中共中央政治局常委李长春等中央领导与万余名首都各界群众参加。2月11日、2月12日，首都老干部、科技工作者分别参加了专场联欢文艺晚会。
2008年1月31日至2月3日，首都春节联欢文艺晚会在人民大会堂举行。
2009年1月19日至22日，首都春节联欢文艺晚会在人民大会堂举行。1月22日晚，万余名首都各界群众参加。1月19日，首都老干部在人民大会堂参加了专场联欢文艺晚会。
2010年2月7日至10日，首都春节联欢文艺晚会在人民大会堂举行，万余名首都各界群众参加。2月7日晚，首都老干部在人民大会堂参加了专场联欢文艺晚会。
2011年1月27日至30日，4场首都春节联欢文艺晚会在人民大会堂举行，老同志、专家学者、公安干警、劳动模范、各界群众等参加。
2012年1月16日至19日，4场首都春节联欢文艺晚会在人民大会堂举行，老同志、专家学者、公安干警、劳动模范、各界群众等参加。

### 首都春节联欢文艺晚会停办
2012年12月，中共中央总书记习近平主持召开中共中央政治局会议，确定了《关于改进工作作风、密切联系群众的八项规定》。为了落实八项规定，精简会议活动，自2013年起不再举办首都春节联欢文艺晚会和元宵晚会。